# Hr.Ms. Putten (1943)
De Hr.Ms. Putten (FY 138, MV 8, M 864) ex HMS MMS 138 was een Nederlandse mijnenveger van het type MMS 105. Het schip werd gebouwd door de Britse scheepswerf J.W. & A. Buckham uit Brixham, vernoemd naar het Zuid-Hollandse eiland Putten. Hetzelfde jaar dat het schip werd gebouwd werd het in dienst genomen bij de Nederlandse marine.
Van 2 november tot 24 november 1944 nam de Putten samen met de andere Nederlandse mijnenvegers: Texel, Terschelling, Beveland en Vlieland deel aan Operatie Calender. Gedurende Operatie Calender werden 229 grond- en 38 verankerde zeemijnen geruimd in de Westerschelde. Dit met als doel de bevrijde haven van Antwerpen bereikbaar te maken voor geallieerde scheepvaart. De Putten werd voor de bijdrage aan Operatie Calender door de Britse Admiraliteit onderscheiden met een Mention in Dispatcher. De Putten is tevens het eerste Nederlandse oorlogsschip dat sinds het uitbreken van de Tweede Wereldoorlog, in de haven van Oostende afmeerde.
Het schip overleefde de Tweede Wereldoorlog en bleef tot 1957 in Nederlandse dienst, waar het mijnenveegoperaties uitvoerde in de Nederlandse kustwateren. Na de uitdienstname werd het schip in 1963 aan de Prins Willem Zeeverkenners in Haarlem geschonken. Nadat het in 1977 was gezonken aan zijn ligplaats in het Spaarne, werd het schip in 1978 gesloopt bij Scheepssloperij Treffers in Haarlem.